# Cascata di energia

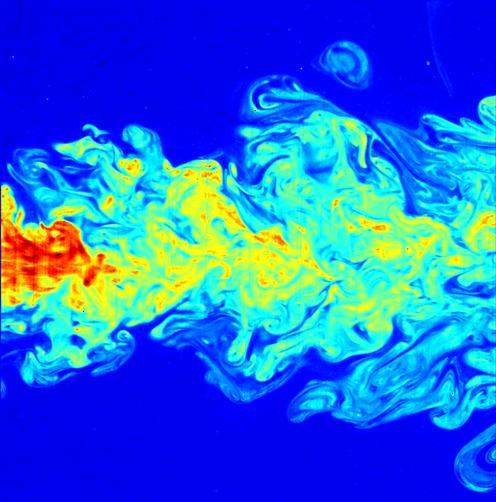
Getto turbolento, visualizzato mediante fluorescenza indotta dal laser. Il getto presenta un'ampia gamma di scale di lunghezza, un prerequisito per la comparsa di una cascata di energia nella descrizione della turbolenza.

Nella meccanica del continuo, una cascata di energia comporta il trasferimento di energia dal moto su grandi scale al moto su piccole scale (chiamata cascata diretta di energia) o un trasferimento di energia da piccole scale a grandi scale (chiamata cascata inversa di energia). Questo trasferimento di energia tra scale diverse richiede che la dinamica del sistema sia non lineare.
Questo concetto gioca un ruolo importante nello studio della turbolenza completamente sviluppata e fu descritta per la prima volta da Lewis F. Richardson negli anni '20. 
Si consideri ad esempio la turbolenza generata dal flusso d'aria attorno a un edificio alto: i vortici (che contengono energia) generati dalla separazione del flusso hanno dimensioni dell'ordine di decine di metri. Da qualche parte a valle, la dissipazione ad opera della viscosità avviene, per la maggior parte, in vortici alle microscale di Kolmogorov: dell'ordine di un millimetro per il caso considerato. Sulle scale intermedie, non c'è né una immissione diretta di energia né un tasso significativo di dissipazione viscosa, ma c'è un trasferimento netto non lineare di energia dalle scale grandi a quelle piccole.
Questo intervallo intermedio di scale, se presente, è chiamato (sotto)intervallo inerziale. La dinamica a queste scale è descritta sfruttando l'ipotesi dell'autosimilarità, o da altre ipotesi, per i modelli di chiusura della turbolenza, sulle proprietà statistiche del flusso nel sottointervallo inerziale. Un lavoro pionieristico fu la deduzione da parte di Andrey Kolmogorov negli anni Quaranta dello spettro di energia (nello spazio dei numeri d'onda) nel sottointervallo inerziale della turbolenza.
Le cascate di energia sono importanti anche per le varie generalizzazioni del concetto di turbolenza, come la turbolenza d'onda nelle onde marine o in ottica non lineare (in questo caso si parla di cascate di Kolmogorov-Zacharov).

## Spettri nel sottointervallo inerziale del flusso turbolento

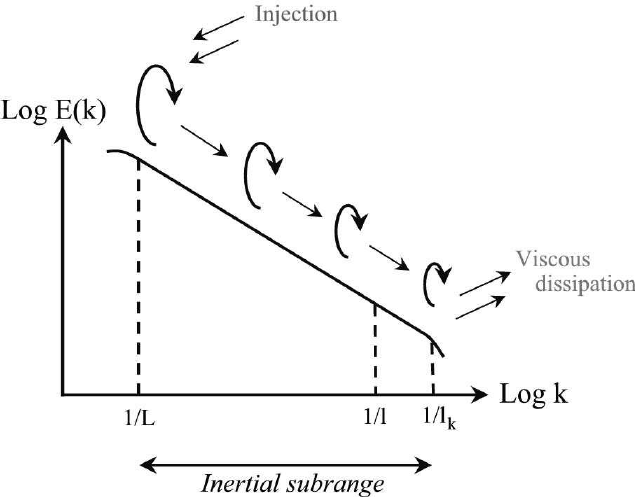
Illustrazione schematica della produzione, cascata di energia e dissipazione nello spettro di energia in turbolenza.

I moti più grandi, o vortici, della turbolenza contengono la maggior parte dell'energia cinetica, mentre i vortici più piccoli sono responsabili della dissipazione viscosa dell'energia cinetica della turbolenza. Kolmogorov ipotizzò che quando queste scale sono ben separate, l'intervallo intermedio delle scale di lunghezza sarebbe statisticamente isotropo e che le sue caratteristiche in equilibrio dipenderebbero solo dalla velocità con cui l'energia cinetica viene dissipata sulle piccole scale. La dissipazione è la conversione per attrito dell'energia meccanica in energia termica. La velocità di dissipazione, {\displaystyle \varepsilon }, può essere scritta in termini di fluttuazioni del tasso di deformazione del fluido nel flusso turbolento e della viscosità cinematica del fluido, {\displaystyle \nu }. Ha dimensioni di energia per unità di massa al secondo. In condizioni stazionarie, la produzione di energia cinetica di turbolenza alle grandi scale è uguale alla dissipazione di tale energia alle piccole scale.

### Spettro di energia della turbolenza
Lo spettro di energia della turbolenza, E(k), è correlato all'energia cinetica media della turbolenza per unità di massa come
{\displaystyle {\frac {1}{2}}\left({\overline {u_{i}u_{i}}}\right)=\int _{0}^{\infty }E(k)\;dk,}
dove ui sono le componenti delle fluttuazioni di velocità, il trattino alto denota una media d'ensemble, la somma su i è implicita e k è il numero d'onda. Lo spettro di energia, E(k), rappresenta quindi il contributo all'energia cinetica turboletna da numeri d'onda da k a k + d k. I vortici più grandi hanno un numero d'onda basso, mentre i piccoli vortici hanno un numero d'onda alto.
Poiché la diffusione va come il laplaciano della velocità, il tasso di dissipazione può essere scritto in termini dello spettro di energia come:
{\displaystyle \varepsilon =2\nu \int _{0}^{\infty }k^{2}E(k)\;dk,}
con ν la viscosità cinematica del fluido. Da questa equazione, si può ancora osservare che la dissipazione è principalmente associata a numeri d'onda elevati (piccoli vortici) anche se l'energia cinetica è associata principalmente a numeri d'onda inferiori (grandi vortici).

### Spettro di energia nel sottointervallo inerziale
Il trasferimento di energia dai numeri d'onda bassi a quelli alti è la cascata di energia. Questo trasferimento porta l'energia cinetica turbolenta dalle grandi scale alle piccole scale, nelle quali l'attrito viscoso la dissipa. Nell'intervallo di scale intermedio, il cosiddetto sotto intervallo inerziale, le ipotesi di Kolmogorov hanno portato alla seguente forma universale per lo spettro energetico:
{\displaystyle E(k)=C\varepsilon ^{2/3}k^{-5/3}.}
Un ampio insieme di prove sperimentali supporta questo risultato, su una vasta gamma di condizioni. Sperimentalmente, si osserva il valore C = 1.5.

### Spettro delle fluttuazioni di pressione
Le fluttuazioni di pressione in un flusso turbolento possono essere caratterizzate in modo simile. La fluttuazione della pressione quadratica media in un flusso turbolento può essere rappresentata da uno spettro di pressione, π(k):
{\displaystyle {\overline {p^{2}}}=\int _{0}^{\infty }\pi (k)\;dk.}
Per il caso di turbolenza senza un gradiente medio di velocità (turbolenza isotropa), lo spettro nel sottointervallo inerziale è dato da
{\displaystyle \pi (k)=\alpha \rho ^{2}\varepsilon ^{4/3}k^{-7/3},}
dove ρ è la densità del fluido e α = 1,32 C 2 = 2,97. Un gradiente di velocità del flusso medio (flusso di taglio) crea un ulteriore contributo additivo allo spettro della pressione nel sotto intervallo inerziale che varia come k −11/3; ma il comportamento k −7/3 è dominante a numeri d'onda più alti.

### Spettro di disturbi capillari su una superficie liquida libera
Le fluttuazioni di pressione al di sotto della superficie libera di un liquido possono determinare fluttuazioni della superficie del liquido. Questa interazione superficie libera-turbolenza può anche essere caratterizzata da uno spettro in numeri d'onda. Se δ è lo spostamento istantaneo della superficie dalla sua posizione media, lo spostamento quadrato medio può essere rappresentato con uno spettro di spostamento G (k) come:
{\displaystyle {\overline {\delta ^{2}}}=\int _{0}^{\infty }G(k)\;dk.}
Una forma tridimensionale dello spettro della pressione può essere combinata con l'equazione di Young-Laplace per dimostrare che:
{\displaystyle G(k)\propto k^{-19/3}.}
L'osservazione sperimentale di questa legge k −19/3 è stata ottenuta mediante misure ottiche della superficie di getti turbolenti di liquido libero.

## La doppia cascata

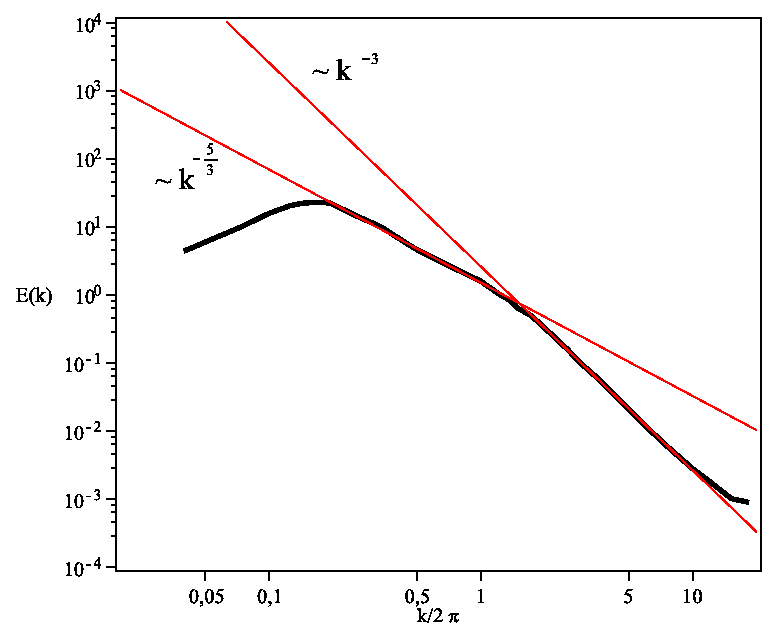
Regime di doppia cascata nel caso di turbolenza bidimensionale.

Nella maggior parte dei sistemi fisici, si verifica solo una cascata diretta di energia. Esistono però dei casi particolari in cui la situazione è più complessa, e si genera la cosiddetta doppia cascata: questo se, oltre all'energia, esiste un'altra quantità quadratica (e quindi sempre positiva) conservata nell'intervallo inerziale. Il caso probabilmente più famoso è quello della turbolenza bidimensionale: l'equazione della vorticità in due dimensioni non contiene il termine di vortex stretching, per cui la dinamica del sistema mantiene conservata (a meno di forzante esterna e dissipazioni) la vorticità quadratica media, detta enstrofia. La dipendenza relativa di energia cinetica {\displaystyle E} ed enstrofia {\displaystyle \Omega } nello spazio dei numeri d'onda {\displaystyle k} determina il verso delle rispettive cascate: poiché {\displaystyle \Omega \propto k^{2}E}, allora si avrà una cascata diretta di enstrofia verso le piccole scale, e una cascata inversa di energia verso le grandi scale. Tale fenomeno fu previsto per la prima volta in modo rigoroso da Robert H. Kraichnan nel 1967, ed è stato in seguito verificato sia sperimentalmente che numericamente. Questo significa che l'intervallo inerziale viene diviso in due sottointervalli distinti: su scale maggiori di quella di iniezione di energia ed enstrofia, dove domina la cascata inversa, lo spettro di energia mostra sempre un andamento {\displaystyle E(k)\propto k^{-5/3}}, mentre su scale più piccole, dove domina la cascata di enstrofia, si ha invece {\displaystyle E(k)\propto k^{-3}}.
Il regime di doppia cascata si osserva anche in turbolenza d'onda, nel caso in cui il sistema sia dominato da interazioni a quattro onde (ad esempio nel caso delle onde marine), le quali conservano il numero totale {\displaystyle N} di onde. In questa situazione si ha {\displaystyle E\propto k^{2}N}, e quindi la cascata diretta è di energia, mentre quella inversa di onde.